# South East Mountain
South East Mountain är ett berg i Grenada.   Det ligger i parishen Saint Andrew, i den centrala delen av landet, 9 km öster om huvudstaden Saint George's. Toppen på South East Mountain är 647 meter över havet. South East Mountain ligger på ön Grenada. Det ingår i Saint Marks Mountains.
Terrängen runt South East Mountain är huvudsakligen kuperad. Runt South East Mountain är det tätbefolkat, med 286 invånare per kvadratkilometer. Närmaste större samhälle är Saint George's, 9,0 km väster om South East Mountain. Omgivningarna runt South East Mountain är en mosaik av jordbruksmark och naturlig växtlighet.